# Fellbacher Herbst

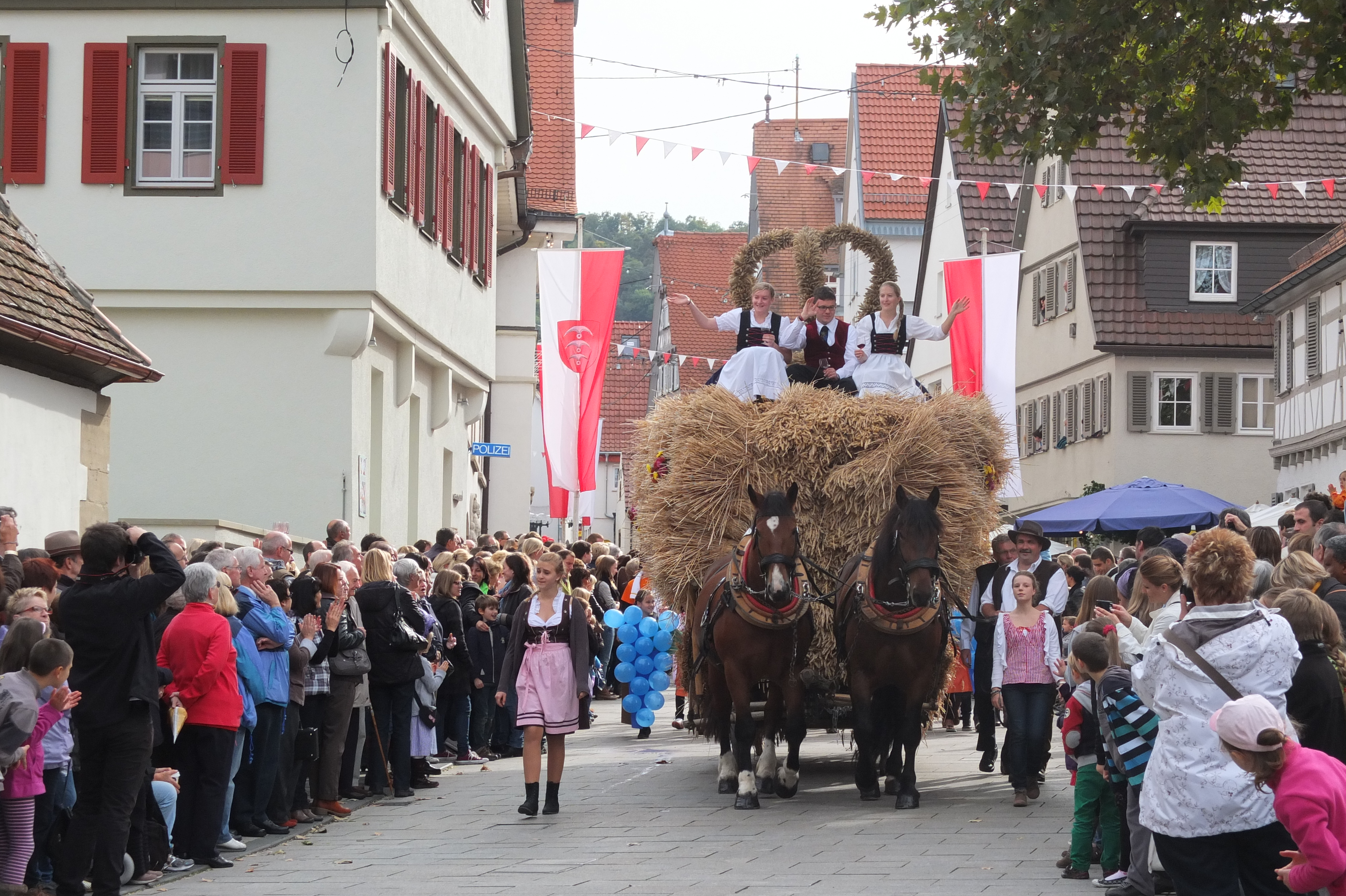
Erntedankwagen beim Herbstumzug

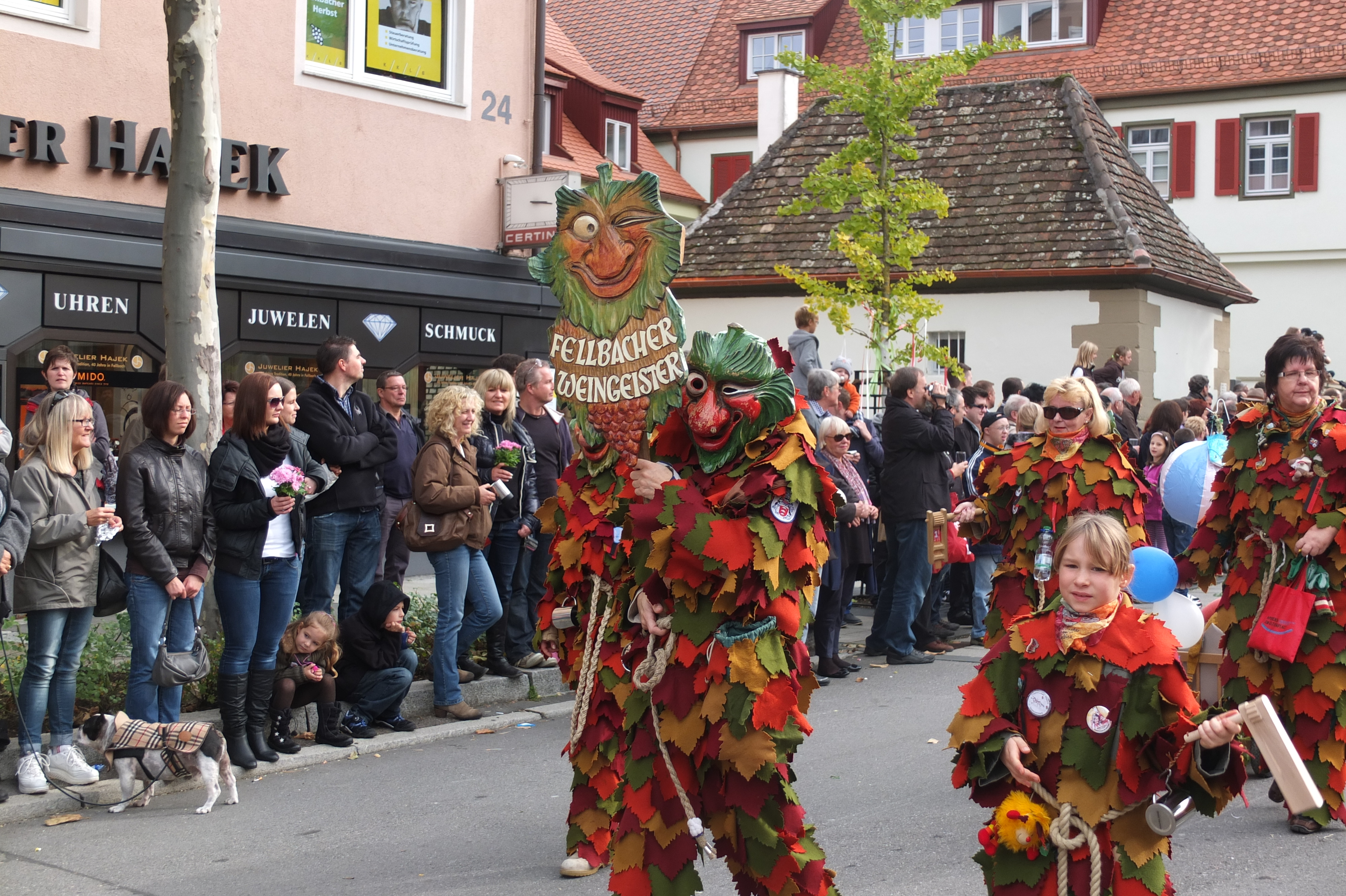
Fellbacher Weingeister beim Fellbacher Herbst 2012

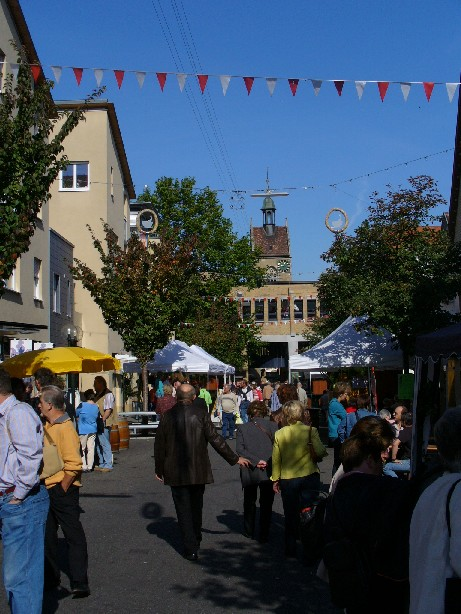
Fellbacher Herbst 2005

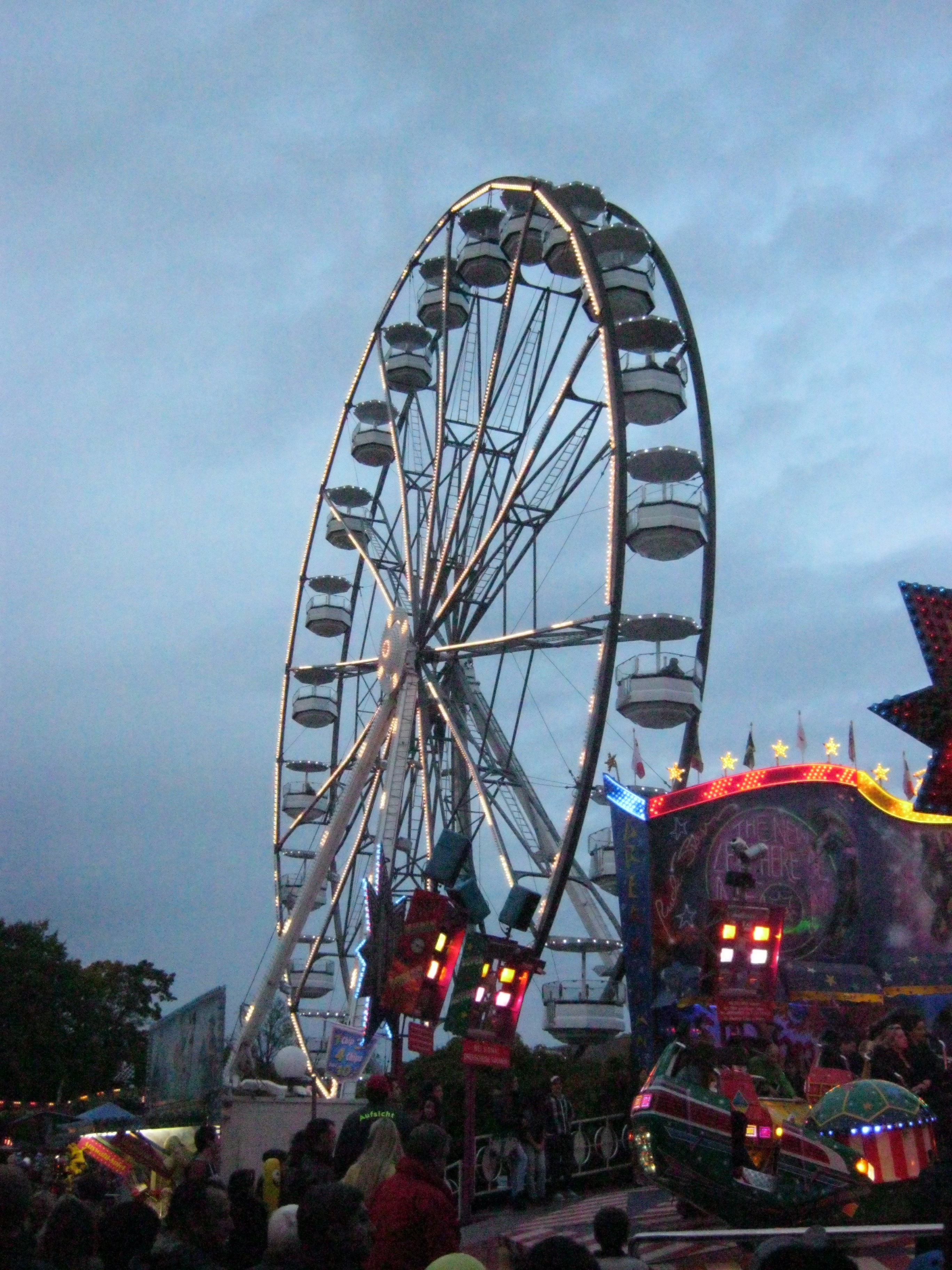
Riesenrad Fellbacher Herbst 2012

Der Fellbacher Herbst ist ein Heimatfest der Stadt Fellbach in Baden-Württemberg (Rems-Murr-Kreis), das jährlich am zweiten Wochenende im Oktober in der gesamten Innenstadt stattfindet und aus dem Erntedankfest für die Weinernte entstanden ist. Nach dem Cannstatter Volksfest ist der Fellbacher Herbst das zweitgrößte Erntedankfest der Region Stuttgart. Das Ende des Cannstatter Volksfestes ist somit am gleichen Wochenende, an dem der Fellbacher Herbst stattfindet.

## Geschichte und Fakten
Die Anfänge des Fellbacher Herbstes liegen bereits vor dem Zweiten Weltkrieg im Jahre 1938. Zehn Jahre später, im Oktober 1948, wurde der erste Fellbacher Herbst in seiner jetzigen Form gefeiert, wobei sich der Grundablauf bis heute kaum geändert hat. Als geistige Väter des Fellbacher Herbstes gelten Erich Schlenker und der damalige Bürgermeister von Fellbach, Max Graser. In deren Sinne wird in der Tradition des alten "Wengerter-Geistes" gefeiert, der sich aus der Geschichte Fellbachs als Weingärtnerdorf ergibt. Auch der Erntedankcharakter steht im Fokus der Feierlichkeiten, so findet u. a. auch eine Erntedankansprache und eine kleine Gedenkfeier für die Gründungsväter des Fellbacher Herbstes statt.
Im Zuge des Fellbacher Herbstes werden jährlich die ältesten Bürger der Stadt Fellbach geehrt. Traditionell ist der Fellbacher Herbst in der Stadtgeschichte als auch im Festkalender des Großraumes Stuttgart fester Bestandteil im geistig-kulturellen Leben von Fellbach. Außerdem sind Fellbachs Partnerstädte jedes Jahr in das Herbstgeschehen integriert. Im Gegensatz zu anderen Heimatfesten wird beim Fellbacher Herbst nur Wein ausgeschenkt.
1977 hätte Sepp Herberger Ehrengast des Fellbacher Herbstes werden sollen, doch seine Krankheit ließ es nicht mehr zu. Am 7. Oktober 1977 trauerte Fellbach um Sepp Herberger. Anlässlich eines Klassentreffens verbrachte der ehemalige Bundesaußenminister Joschka Fischer das „Herbst“-Wochenende 2007 in Fellbach und nutzte dies zu einem Abstecher auf den Fellbacher Herbst. Fischer ist im Fellbacher Stadtteil Oeffingen aufgewachsen und hat dort die Schule besucht.

## Ablauf und Veranstaltungen
Der Fellbacher Herbst beginnt am Donnerstagabend vor dem zweiten Wochenende im Oktober mit einer großen Weinprobe der Fellbacher Weingärtner eG in der Schwabenlandhalle. Am folgenden Freitagabend findet der Fellbacher Abend statt, bei dem seit 2012 auch der Blumenschmuckwettbewerb "Fellbacher Blütenzauber" gemeinsam mit einer Bühnenshow begangen wird. Am Samstagnachmittag findet ein großer Festumzug statt, gefolgt von der traditionellen Herbstrede des Oberbürgermeisters im Atrium der Schwabenlandhalle. Auf dem dortigen Rummelplatz sind Wein- und Festzelte, Verkaufsbuden, Fahrgeschäfte und ein Weinbrunnen aufgebaut. Am verkaufsoffenen Sonntag sind die Straßen der Innenstadt für den Verkehr gesperrt. Am Abend findet ein Feuerwerk vom Dach der Schwabenlandhalle statt. Der Fellbacher Herbst endet offiziell am Montag.

## Motto und Festumzug
Der Fellbacher Herbst wird jedes Jahr unter einem anderen Motto gefeiert, was sich vor allem auf den Festumzug auswirkt, da die Festwagen und Umzugsteilnehmer ihre Beiträge nach dem jährlichen Herbst-Thema ausrichten. Vor dem Motto wird außerdem jeweils die aktuelle Jahreszahl des Fellbacher Herbstes mit angeführt.
Traditionell beginnt der Festumzug mit denselben Worten, mit denen Max Graser den ersten Fellbacher Herbst eröffnet hatte: „Nun bringt den Wagen in die Stadt, der Wein und Frucht geladen hat.“ Ein jährlich wiederkehrender Höhepunkt ist außerdem der Erntewagen der Landjugend während des Umzuges.